# 米基利斯凱 (波洛希區)
47°44′8″N 35°53′54″E / 47.73556°N 35.89833°E
米基利斯凱（烏克蘭語：Микільське）是位於烏克蘭東南部的村莊，由扎波羅熱州波洛希區的普雷奧布拉任卡市鎮負責管轄。該村分別距離蒂莫希夫卡1公里、新索洛希內和切爾沃內亞爾2公里，面積0.97平方公里，海拔高度129米，2001年人口323。